# Jamilena
Jamilena is een gemeente in de Spaanse provincie Jaén in de regio Andalusië met een oppervlakte van 9 km². Jamilena telt 3.376 inwoners (1 januari 2016).